# Ophiorrhiza montisschraderi
Ophiorrhiza montisschraderi är en måreväxtart som beskrevs av Theodoric Valeton. Ophiorrhiza montisschraderi ingår i släktet Ophiorrhiza och familjen måreväxter. Inga underarter finns listade i Catalogue of Life.